# Fesselballon

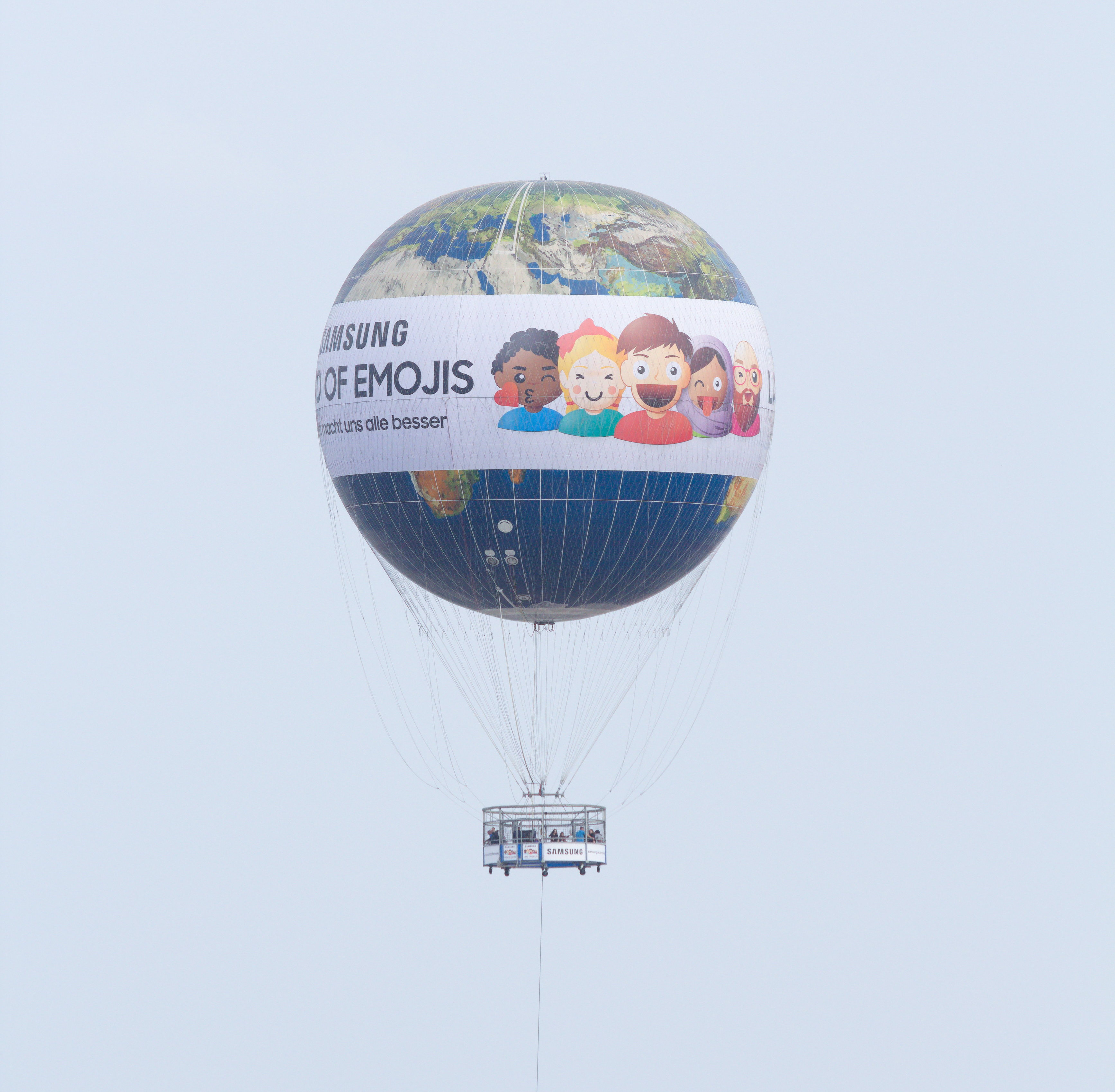
Moderner Fesselballon in Berlin, 2017

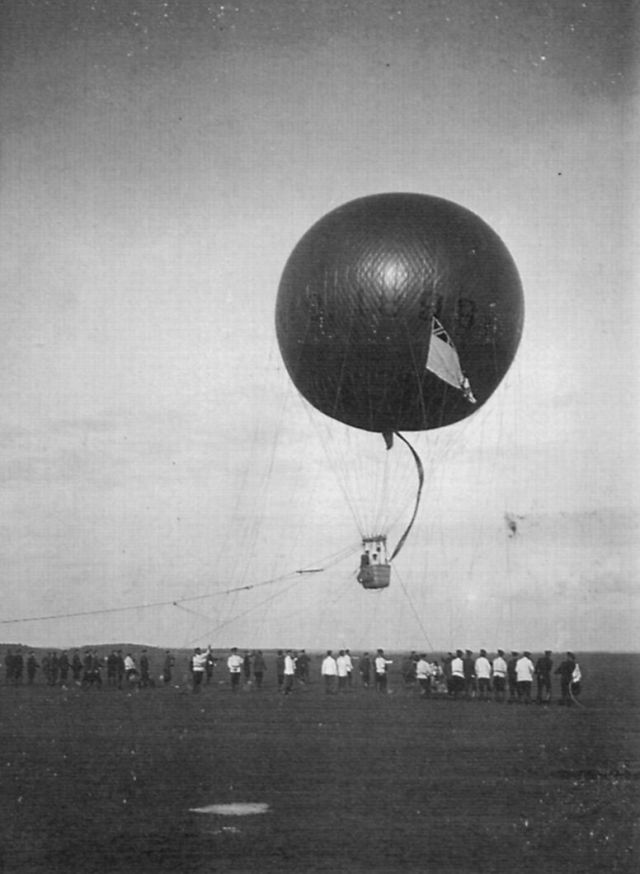
Fesselballon 1902

Ein Fesselballon ist ein mit einem Traggas gefüllter Ballon, der ähnlich einem Drachen oder auch Fesselflugzeug und im Gegensatz zu einem Freiballon stets durch eine Leine mit dem Boden verbunden bleibt. Möglich sind die Auftriebsprinzipien Gasballon oder Heißluftballon.
Fesselballons ab einer gewissen Größe können strömungsgünstig länglich und mit Leitwerk am Heck ausgeformt sein. Integrierte Strömungskanäle oder angebaute Drachenflächen können dem Halten von Höhe bei starker Windanströmung dienen.
Ein Freiballon, der zunehmende Länge eines Ankerseils am Boden nachschleifen lässt, um zum Landen Horizontalfahrt abzubremsen, nimmt über die Zugkraft im Seil graduell das Merkmal eines Fesselballons an. Ballons schwerer als Luft, die etwa an einem Kran oder einer Brücke beispielsweise für Beleuchtung, Dekoration oder als Projektionsfläche befestigt sind, werden kaum als Fesselballons bezeichnet, obwohl sie bis auf den Auftrieb dieselbe Funktion aufweisen. Das Gleiche gilt für Bojen und Hebeballons.

## Geschichte und Verwendung

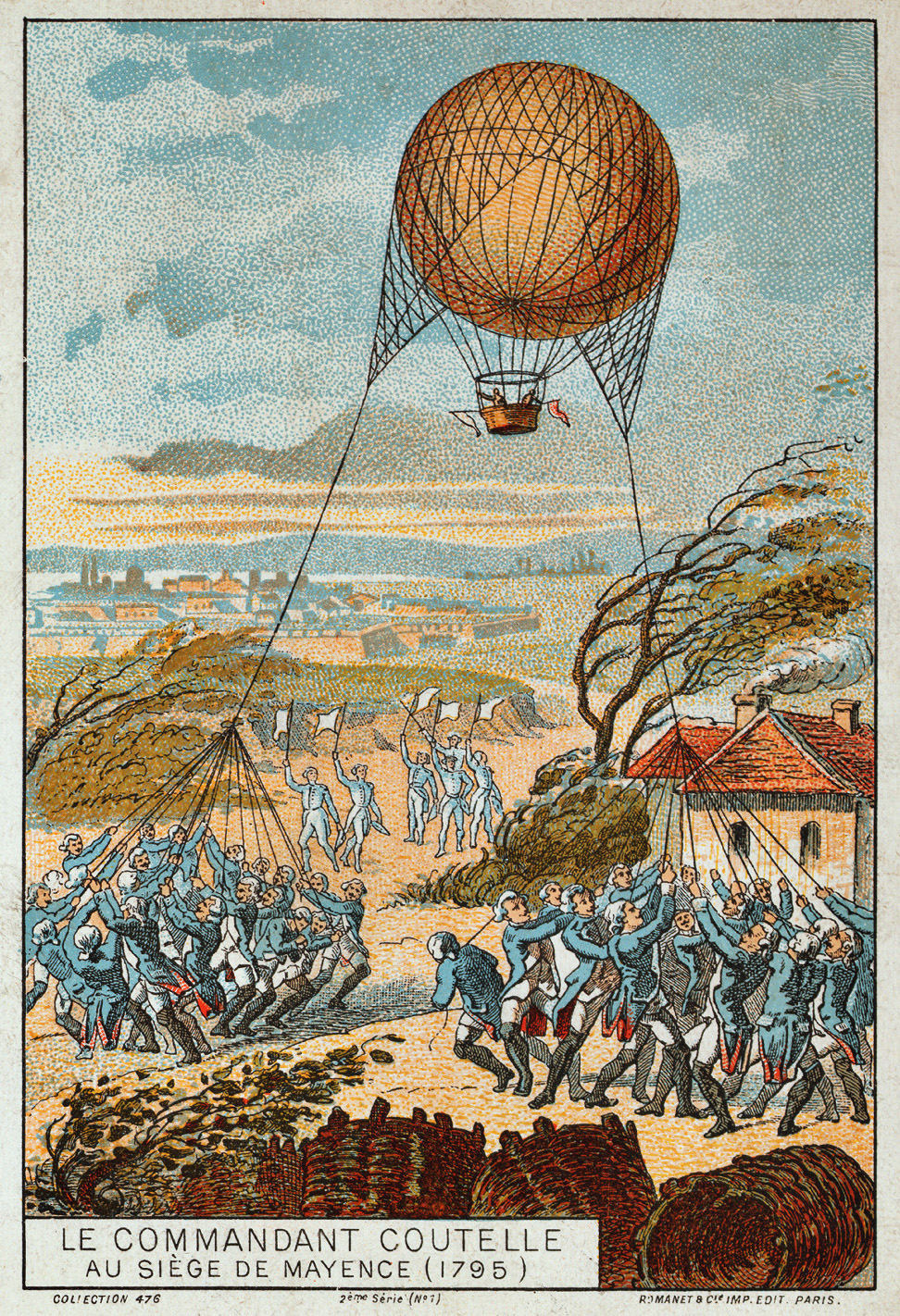
Fesselballon von Coutelle bei der Blockade von Mainz, 1795

Für die Schlacht bei Fleurus (1794) stieg der Arzt und Kapitän Jean Marie Joseph Coutelle auf französischer Seite mit dem Militärballon Entreprenant zur ersten Luft-Fernaufklärung der Geschichte auf. Nicolas-Jean de Dieu Soult meinte allerdings in seinen Denkwürdigkeiten, dass diese Beobachtungen keinen Einfluss auf die Schlacht hatten. Aus dieser Zeit stammt auch der Militärballon Intrépide, welcher am 3. September 1796 in der Schlacht um Würzburg erbeutet wurde und als ältestes noch erhaltenes militärisches Luftfahrzeug im Wiener Heeresgeschichtlichen Museum ausgestellt ist.

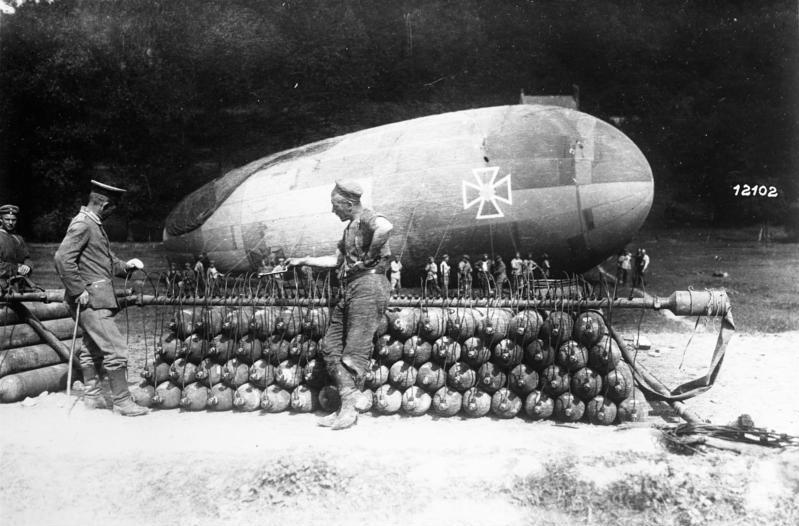
Befüllen eines Fesselballons im Ersten Weltkrieg

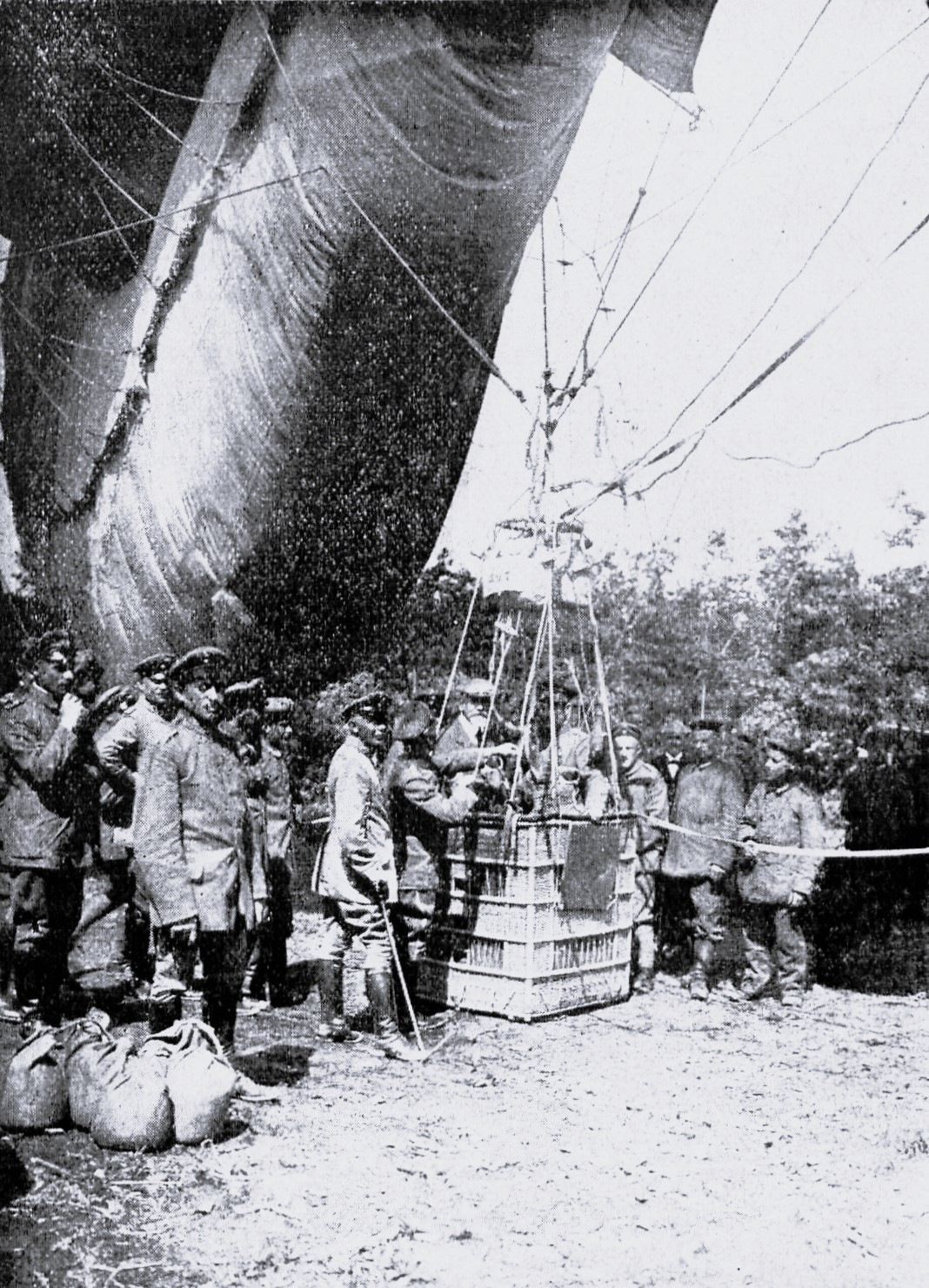
Fesselballon bei Masny an der Argonnenfront

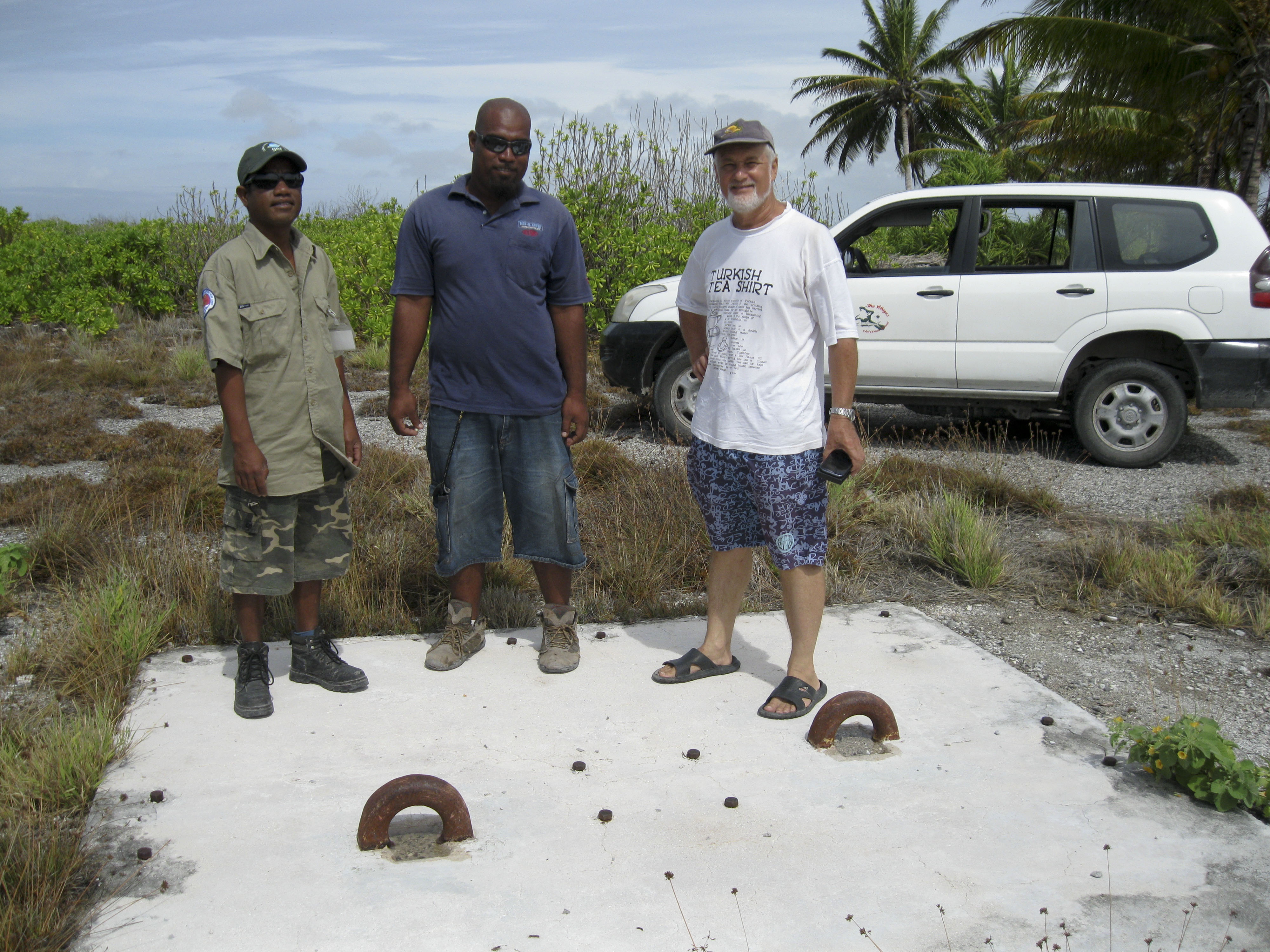
Verankerungspunkte eines Fesselballon für eine nukleare Luftexplosion auf Kiritimati

Fesselballone wurden vor allem im Ersten Weltkrieg, aber teilweise auch im Zweiten Weltkrieg zur taktischen Gefechtsfeld-Aufklärung (siehe unter Feldluftschiffer und Ballonschiff) oder als Sperrballone gegen Tiefflieger verwendet.
Zehn Jahre nach dem Ersten Weltkrieg beschrieb der Militärhistoriker George Soldan ein Kriegsfoto so:

„Im flandrischen Trichterglände verankerter Fesselballon. Daneben der Windewagen und Bedienungsmannschaften. Der Stellungskampf mit der Forderung ununterbrochener Beobachtung kleinster Ziele drängte dazu, die Erdbeobachtung nicht nur durch Flieger, sondern auch durch Ballone zu ergänzen. Die Ballonkamera trat an die Stelle des Auges und überbrückte Entfernungen über 25 km hinaus. So wurde der Fesselballon neben dem Flugzeug ein unenbehrliches Hilfsmittel für die Führung und die Artillerie.“

Eine weitere auch heute noch durchgeführte Anwendung ist das Hochschleppen eines Antennendrahtes für einen transportablen Langwellen- oder Längstwellensender. Ein Beispiel hierfür war der Versuchssender GQV in Großbritannien. Zu Beginn des 20. Jahrhunderts waren vielfach große Kriegsschiffe mit Fesselballonen ausgerüstet. Sie dienten zum einen zur Fernbeobachtung des Seeraumes und zum anderen zur Verbesserung des Funkverkehrs.
Fesselballone wurden auch eingesetzt, um bei Atombombentests die Atombombe in Höhen zwischen 100 und 2000 Metern zu positionieren. In neuerer Zeit verwendet man Fesselballone vorwiegend in der Werbung als Blickfang für großflächige Anzeigen.

## Werbeballone und Leuchtballone
Kleine, unbemannte Fesselballone und gefesselte, stromlinienförmige Ballone mit Stabilisierungsflossen (Blimps) fanden bereits in den frühen Jahren ihrer Entwicklung Anwendung als Träger politischer und werberelevanter Botschaften. Seit den frühen 1980er Jahren werden kleinere Fesselballone auch ausschließlich für Werbezwecke produziert. Es finden bei diesen Werbeballonen vorwiegend leichte verschweißte PVC-Folien, PU-Folien oder Nylongewebe/PU-Laminate Anwendung.
Werbeaufschriften werden dabei entweder direkt auf die Ballonhülle aufgedruckt oder mittels entfernbaren Bannern aufgebracht. In der Regel wird zur Füllung dieser Werbeballone Helium verwendet.
Auch als Leuchtballone für Filmproduktionen und Flächenausleuchtung werden kleine Fesselballone oftmals eingesetzt. Die Leuchtballone werden in der Regel unter 30 m Flughöhe betrieben und haben Innenbeleuchtungen von 500 bis 8000 W Leistung. Für Filmanwendungen kommen spezielle Halogenmetalldampflampen (sogenannte HMI-Brenner) zum Einsatz.
Groß-Fesselballone mit Tragekorb für Personen als Touristenattraktion sind unter anderem in Berlin (Checkpoint Charlie), Hamburg, Paris, Chantilly und im Disneyland Resort Paris im Einsatz. Sie bieten den Passagieren einen weiten Ausblick über die umliegende Landschaft, haben jedoch im Kontext eines HiFlyer-Unfalls im Verkehrshaus Luzern zu einer Kontroverse geführt.
Die als Werbeballone und Leuchtballone zum Einsatz kommenden Fesselballone haben Durchmesser von 1 bis 12 m und werden in der Regel unbemannt betrieben. Sie können auch für Nutzlasten wie Kameras und Mess-Sonden verwendet werden.

## Solarballone

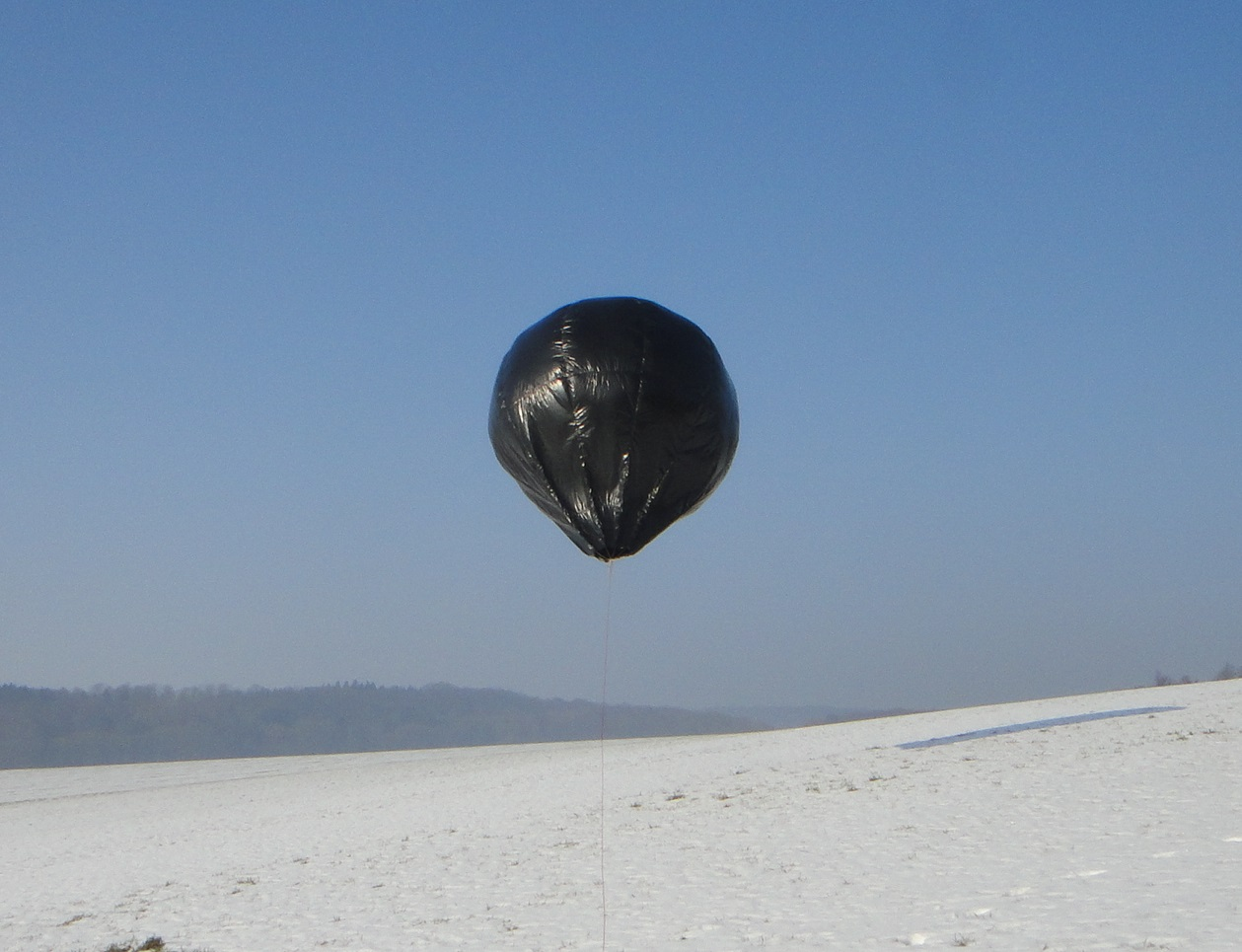
Gefesselter Solarballon über Schneefläche.

Solarballons sollten nur gefesselt aufgelassen werden, um Flugverkehr nicht zu gefährden. Die meist schlauchförmige fast lichtundurchlässig schwarze, doch extradünne Polyethylenfolie wird von der Sonnenstrahlung, insbesondere dem Infrarotanteil einseitig deutlich über die Temperatur der umgebenden Luft erhitzt, dadurch wird die eingeschlossene Luft stärker erwärmt als die ständig neu vorbeistreichende Luft der Umgebung. Ist die Strahlung intensiv genug, und die Umgebungsluft ausreichend dicht (Kälte und niedrige Seehöhe unterstützen hier) so kann der Dichteunterschied der Außenluft zur Innenluft ausreichen, um den Ballon anzuheben. Kalter und heller (naher) Boden begünstigen einen hohen relativen Temperaturanstieg des Ballons, nicht allzu hoch stehende Sonne kann günstig sein, insbesondere, wenn sich der längliche Ballon vertikal ausrichtet.
Ballons, die Sonnenstrahlung effizienter verwerten, haben die Absorptionsfläche hinter einer transparenten Haut und einer isolierenden Gasschicht.

## Luftrecht

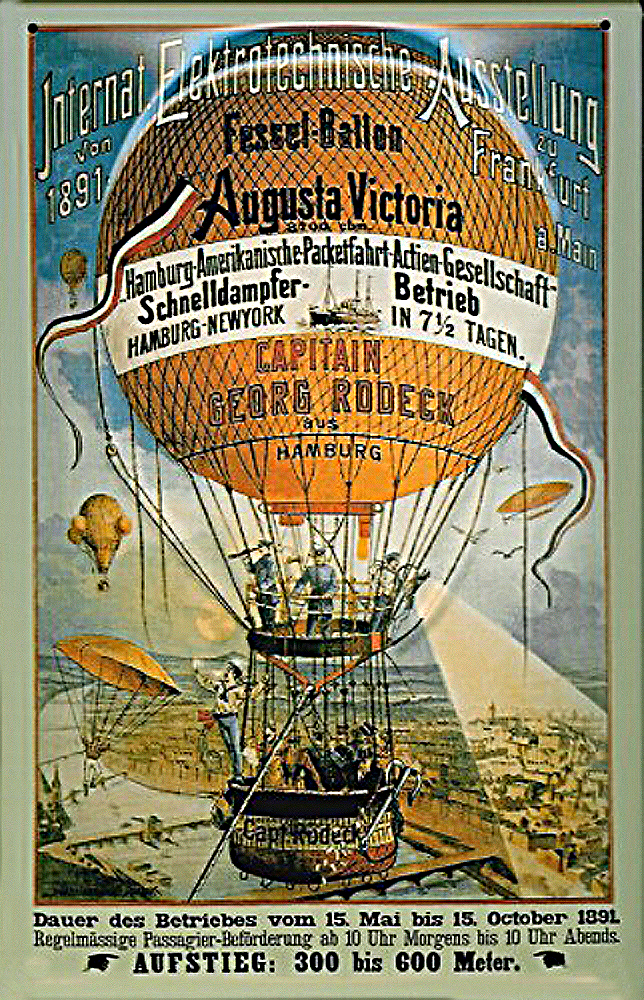
Zur Internationalen Elektrotechnischen Ausstellung 1891 wurden erstmals in Deutschland Passagierfahrten als Attraktion angeboten.

In Deutschland werden Fesselballone zusammen mit ihrem Gegenstück, den Freiballons, luftrechtlich als eigene Luftfahrzeugklasse angesehen.
In der Schweiz ist zum Betrieb eines Fesselballons eine Bewilligung nötig, wenn er bemannt ist oder über 30 kg wiegt.